# متروی لس آنجلس
متروی لس آنجلس (به انگلیسی: Los Angeles Metro Rail) قطار شهری شهر لس آنجلس در کالیفرنیا است که در سال ۱۹۹۱ میلادی تأسیس گردید. این سیستم مترو ۶ خط و ۱۰۰ ایستگاه دارد.
طول این مترو ۱۶۹ کیلومتر است روزانه نزدیک به ۳۴۴٬۱۷۶ مسافر جابجا می‌کند.

## نگارخانه

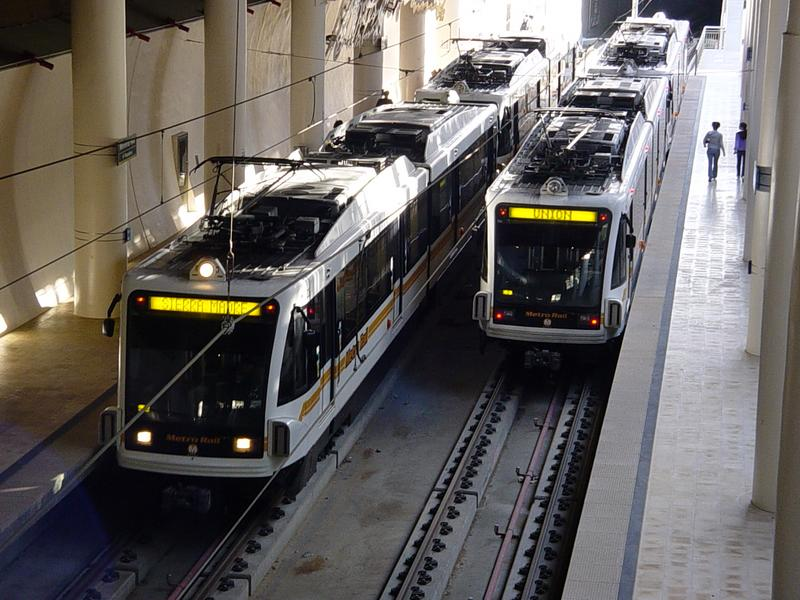
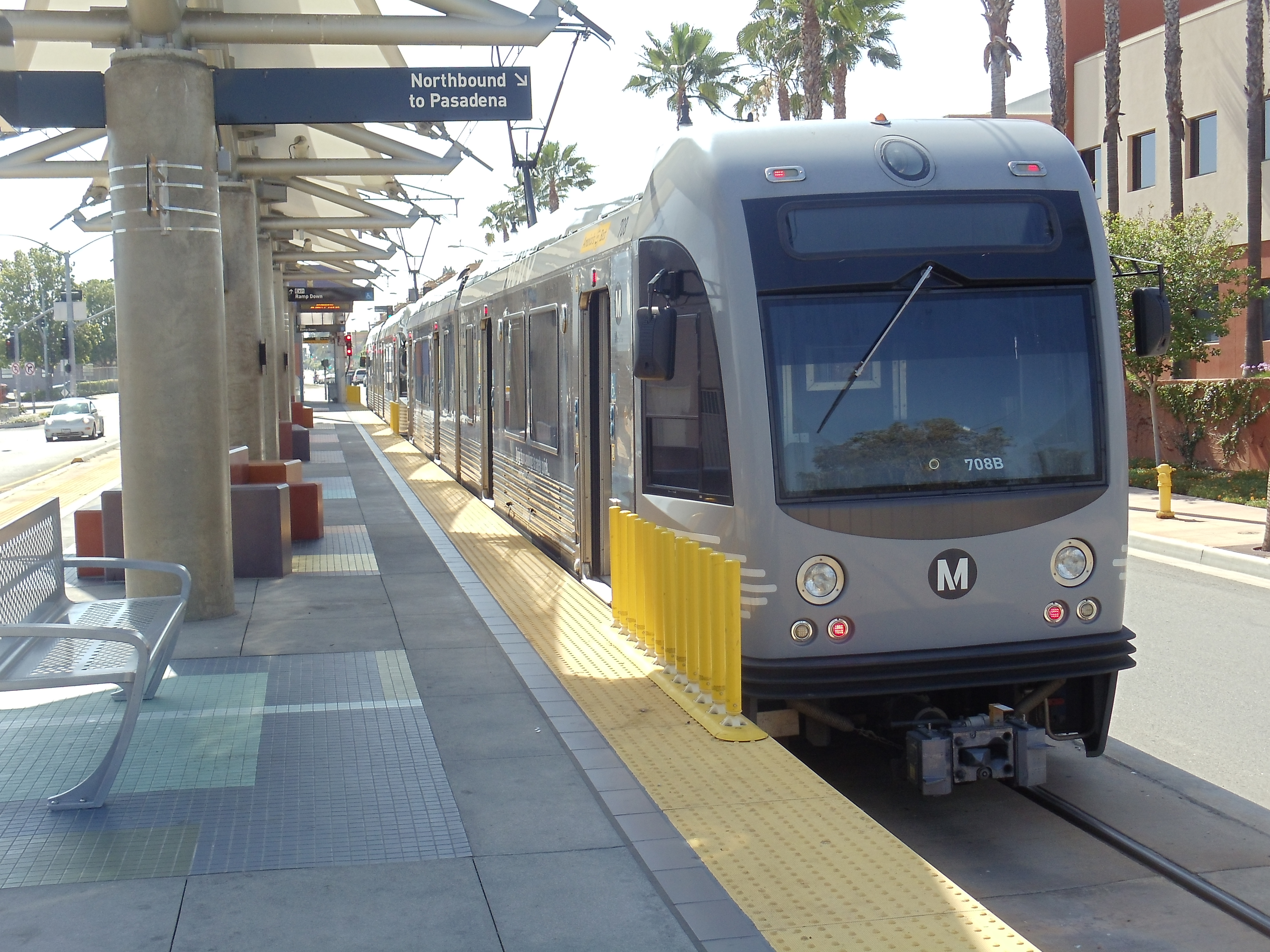
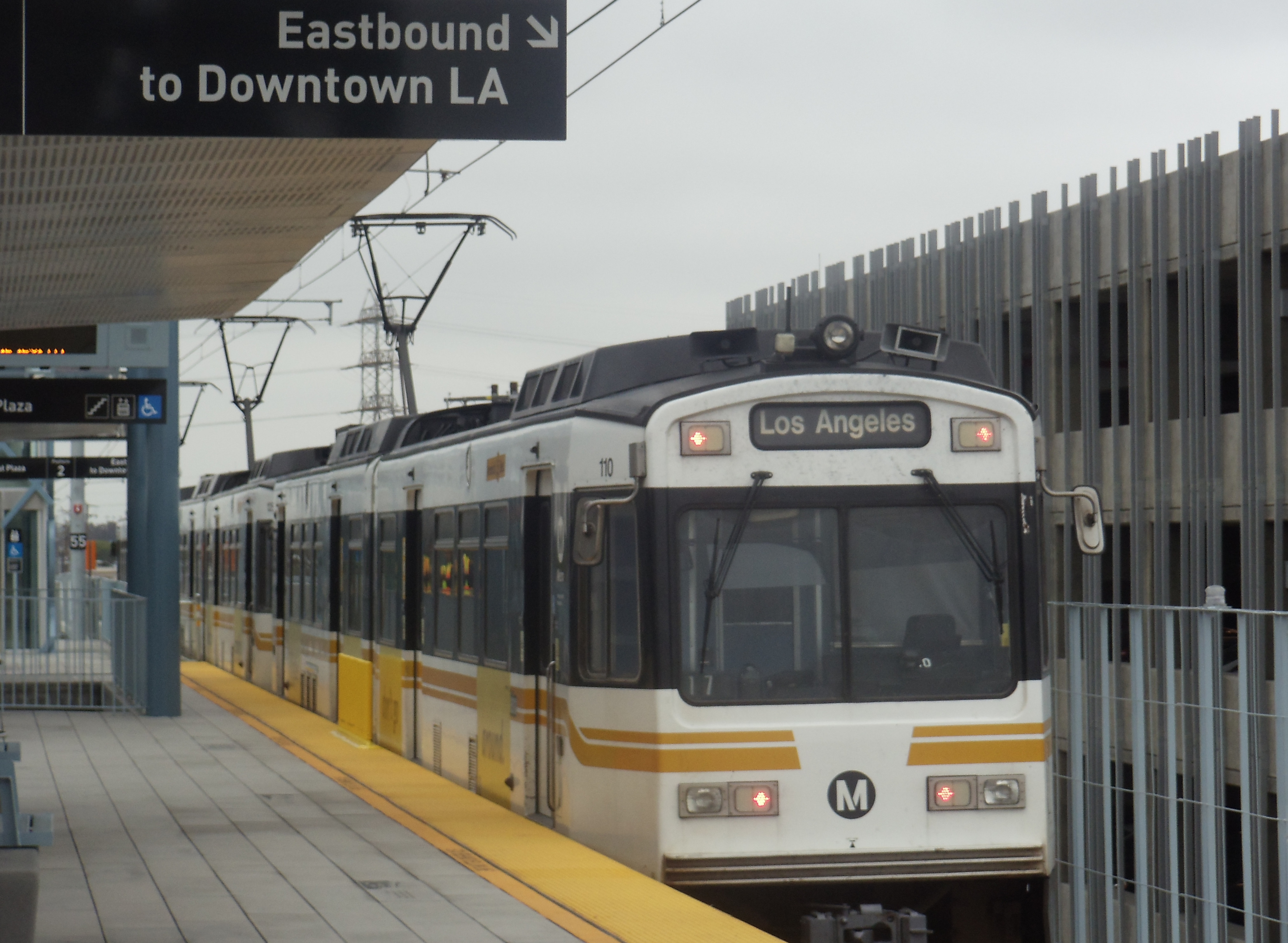

## خط‌ها
| نام خط | ایستگاه‌ها | ایستگاه پایانی           | ایستگاه پایانی      | نوع           |
| نام خط | ایستگاه‌ها | غربی/شمالی               | شرقی/جنوبی          | نوع           |
| ------ | --------- | ------------------------ | ------------------- | ------------- |
| خط ای  | ۴۴        | APU/Citrus College       | Downtown Long Beach | قطار سبک شهری |
| خط بی  | ۱۴        | North Hollywood          | Union Station       | مترو          |
| خط سی  | ۱۲        | LAX/Metro Transit Center | Norwalk             | قطار سبک      |
| خط دی  | ۸         | Wilshire/Western         | Union Station       | مترو          |
| خط ئی  | ۲۹        | Downtown Santa Monica    | Atlantic            | قطار سبک      |
| خط کی  | ۱۳        | Expo/Crenshaw            | Redondo Beach       | قطار سبک      |